# Rabaulichthys suzukii

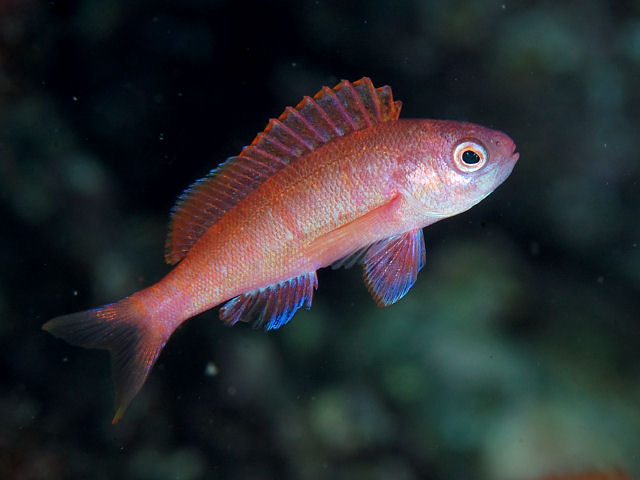
Rabaulichthys suzukii

Rabaulichthys suzukii ist eine kleinwüchsige Fahnenbarschart, die von der Küste Japans bekannt ist. Terra typica ist die Izu-Halbinsel.

## Merkmale
Die bei der Erstbeschreibung untersuchten Exemplare waren 4,5 bis 6,4 cm lang. Die Körperhöhe liegt bei 26 bis 28 % der Standardlänge, die Kopflänge liegt bei 30 % der Standardlänge. Männchen sind  magentafarben. Einige nur wenig sichtbare Streifen mustern die obere Hälfte der vorderen zwei Drittel des Körpers. Ein orange-rotes, lavendelfarben eingefasstes Band verläuft von der Schnauze durch die Augen bis zur oberen Hälfte der Brustflossenbasis. Die vergrößerte Rückenflosse ist hellrot, die Bauchflossen dunkel magentafarben. Der längste Flossenstrahl der Rückenflosse erreicht die Hälfte der Kopflänge. Die Augen sind groß, das Maul klein und schräg stehend.
- Flossenformel: Dorsale X/16, Anale III/7, Pectorale 19, Ventrale I/5, Caudale 16.
- Schuppenformel: SL 3,5-6/51–55/15.
- Wirbel: 10+16.
- Kiemenrechen 9–10 + 23.
- Branchiostegalstrahlen: 7.

Rabaulichthys suzukii lebt in Schwärmen in Tiefen von 5 bis 15 Metern an Felsriffen. Die Fische ernähren sich wie die meisten anderen Fahnenbarsche von Zooplankton.